# Velha Guarda do Samba
Velha Guarda do Samba é uma escola de samba de Cachoeiro do Itapemirim.
A escola representa no Carnaval as comunidades de  Alto Independência e Nossa Senhora Aparecida. Desfilou pela primeira vez em 2003, tendo sido criada por Agostinho Pontes, que acumula diversas funções na entidade, e sua família. Nas cores azul e branco, a escola tem optado por homenagear em seus carnavais festas típicas da cultura popular brasileiras, como o carnaval e as festas juninas.
Sagrou-se campeã em 2005 e apesar do pouco tempo de existência, é considerada uma escola tradicional do Carnaval de Cachoeiro do Itapemirim. Em 2011, foi vice-campeã, perdendo o título no desempate, por ter tido uma nota menor no quesito bateria.

## Carnavais
| Ano   | Colocação   | Grupo | Enredo | Ref.        |
| ----- | ----------- | ----- | --- | ----------- |
| 2005  | Campeã      | ÚNICO | | [ 1 ]       |
| 2006  | 3º lugar    | ÚNICO | | [ 1 ]       |
| 2007  | Vice-Campeã | ÚNICO | | [ 1 ]       |
| 2008' | Vice-Campeã | ÚNICO | | [ 1 ]       |
| 2009  | 3º lugar    | ÚNICO | | [ 5 ] [ 1 ] |
| 2010' | Vice-Campeã | ÚNICO | Festa na Avenida da Ilusão com a Velha Guarda Revivendo Carnavais Compositores: Agostinho Pontes e Dulcino Intérpretes: Carioca, Rodrigo e Serginho | [ 1 ]       |
| 2011' | Vice-Campeã | ÚNICO | Ô balance, balancê...'' Compositores:Agostinho, Dulcino e Miltinho Intérpretes: Carioca, Rodrigo e Serginho                                         | [ 4 ]       |
| 2012  |             |       | |             |
| 2013  |             |       | |             |
| 2014  |             |       | |             |
| 2015  |             |       | |             |